# MK Górnik Katowice
MK Górnik Katowice – klub piłkarski z Katowic.

## Historia
Klub powstał w 1977 roku z połączenia Górnika Murcki założonego w 1921 roku i Górnika Kostuchna założonego w 1924 roku. W latach 1985−2004 (z przerwą w sezonie 1998/99) klub występował w III lidze, od roku 2004 klub grał w IV lidze. Górnik obecnie gra w klasie A, gr. Katowice.
Wychowankami klubu byli m.in. Jan Furtok oraz Jakub Świerczok.